# シャフベルク線
シャフベルク線（シャフベルクせん、ドイツ語: Schafbergbahn）は、オーストリのオーバーエスターライヒ州とザルツブルク州に跨る、オーストリア国鉄の登山鉄道であり、ザンクト・ヴォルフガングからシャフベルク山山頂へ登る。路線番号は173。他の鉄道路線と接続していない、アプト式鉄道である。

## 運行形態

### 夏季ダイヤ
- ザンクト・ヴォルフガング - シャフベルク頂上
1時間に1本の運行。2018年以前は、これに加えて7～8月の日曜日のみ、旧型車両を使った「郷愁冒険列車」が一日1往復運行し、シャフベルクアルペを通過していた。

### 秋季ダイヤ
- ザンクト・ヴォルフガング - シャフベルクアルペ
40分に1本の運行。2019年以降運行する予定。

## 写真集

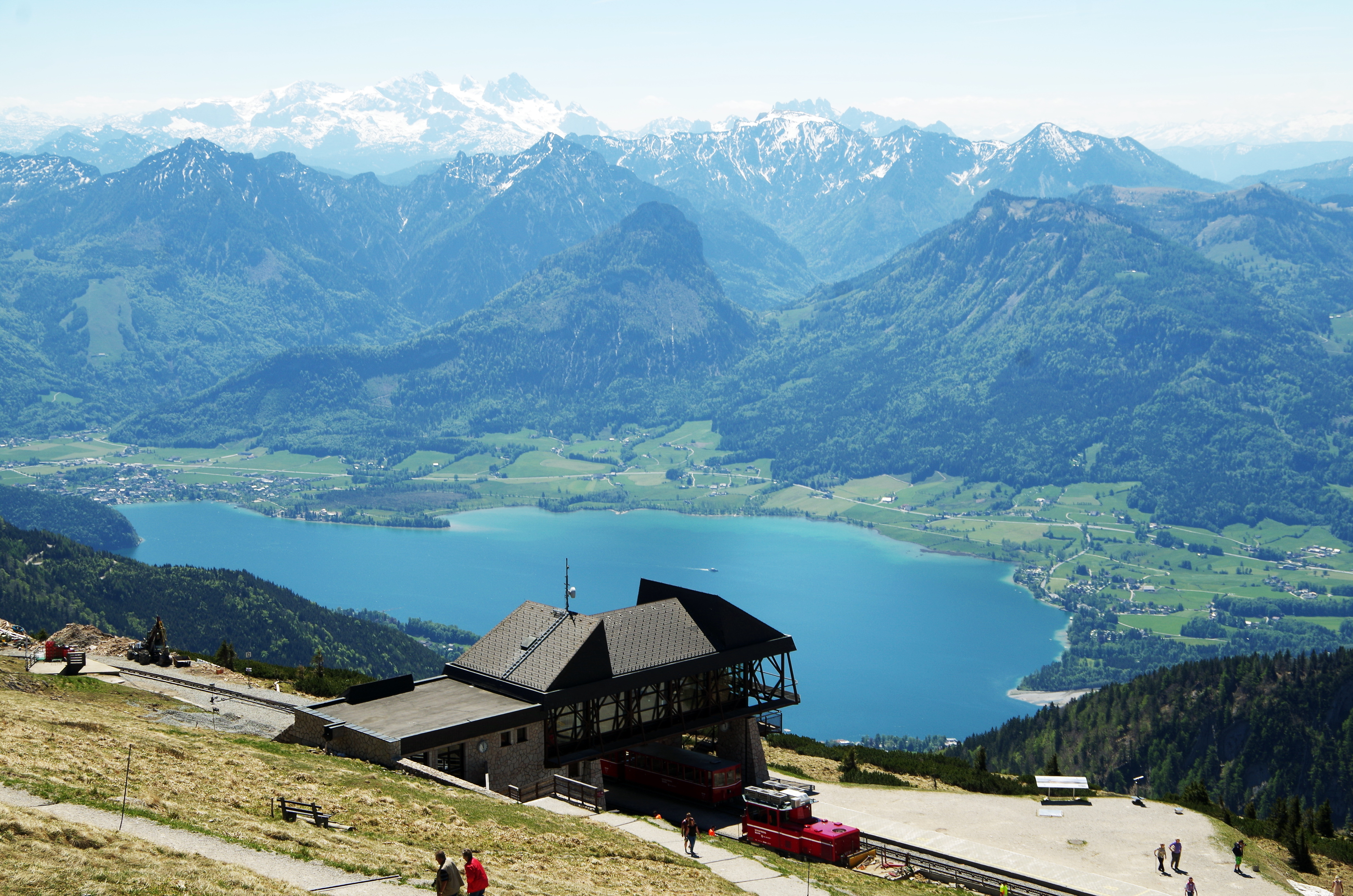
頂上駅からヴォルフガング湖を見下ろす

## 駅一覧
以下では、シャフベルク線の駅と営業キロ、停車列車、接続路線などを一覧表で示す。なお、郷愁冒険列車はシャフベルクアルペを通過する。
| 路線名 | 駅名                                     | 駅間営業キロ | 累計営業キロ | 接続路線 | 所在地                   | 所在地             |
| ------ | ---------------------------------------- | ------------ | ------------ | -------- | ------------------------ | ------------------ |
| 173    | ザンクト・ヴォルフガンク・シャフベルク駅 | -            | 0.0          |          | オーバーエスターライヒ州 | グムンデン郡       |
| 173    | シャフベルクアルペ駅                     | 4.0          | 4.0          |          | ザルツブルク州           | ザルツブルク郊外郡 |
| 173    | シャフベルク頂上駅                       | 1.9          | 5.9          |          | ザルツブルク州           | ザルツブルク郊外郡 |

## 参照項目
- ザルツカンマーグート地方（観光地）